# Los Enanitos Verdes (álbum)
Los Enanitos Verdes es el álbum debut del grupo de rock argentino homónimo que salió al mercado en el año 1984, a través del sello independiente Mordisco.

## Antecedentes y detalles
Esta banda mendocina tiene origen como trío en 1979, contando con Daniel Piccolo en la batería, Marciano Cantero en los teclados, bajo y voz, y Felipe Staiti en guitarra y coros. 
Con el éxito obtenido en sus presentaciones en Cuyo, la agrupación viaja a Buenos Aires para grabar un demo, que nunca fue editado. Pese a este fracaso, continúan realizando espectáculos, tanto en Mendoza como en la capital. 
En 1984 se incorpora Sergio Embrioni (guitarra y voz), con quien graban este álbum debut, entre julio y agosto de ese año en los Estudios Del Cielito (Buenos Aires).
El disco sale a la venta a través del pequeño sello Mordisco (hoy desaparecido), y cuenta con 11 canciones de corte pop rock.
El tema más difundido en las radios porteñas fue «Aún sigo cantando», una balada de Marciano Cantero con la participación de David Lebón en voz.
Este álbum se editó en CD en 1995 por BMG Argentina.

## Lista de canciones
| Los Enanitos Verdes |                                       |                  |                                  |          |  |
| N.º                 | Título                                | Letras           | Música                           | Duración |  |
| 1.                  | «La nena de diecisiete»               | Marciano Cantero | Marciano Cantero                 | 2:46     |  |
| 2.                  | «La miraba de atrás»                  | Marciano Cantero | Enanitos Verdes                  | 2:53     |  |
| 3.                  | «Comiendo en el plato del perro»      | Marciano Cantero | Marciano Cantero                 | 2:43     |  |
| 4.                  | «Detrás de las ruinas»                | Marciano Cantero | Marciano Cantero                 | 4:13     |  |
| 5.                  | «Aún sigo cantando» (con David Lebón) | Marciano Cantero | Marciano Cantero                 | 4:32     |  |
| 6.                  | «No se metan más»                     | Sergio Embrioni  | Sergio Embrioni · Daniel Piccolo | 2:45     |  |
| 7.                  | «Gente incoherente»                   | Marciano Cantero | Marciano Cantero · Felipe Staiti | 2:20     |  |
| 8.                  | «Cambiá, volvé»                       | Marciano Cantero | Marciano Cantero                 | 3:39     |  |
| 9.                  | «Show del calabozo»                   | Sergio Embrioni  | Sergio Embrioni                  | 3:23     |  |
| 10.                 | «Amor callejero»                      | Sergio Embrioni  | Felipe Staiti                    | 2:13     |  |
| 11.                 | «Tengo un sueño en el alma»           | Marciano Cantero | Marciano Cantero                 | 2:47     |  |

## Músicos
Enanitos Verdes
- Marciano Cantero – voz, coros, bajo y guitarra Ovation.
- Sergio Embrioni – guitarra eléctrica y coros.
- Felipe Staiti – guitarra eléctrica líder.
- Daniel Piccolo – batería y percusión.

Invitados
- David Lebón – voz y coros en «Aún sigo cantando».
- Leo Sujatovich – teclados y coros.

## Datos técnicos
- Técnico de grabación: Gustavo Gauvry.
- Asistente de grabación: Peter Baleani (Toro Martínez en «Aun sigo cantando»).
- Agente de prensa: Oscar Sayaverda.
- Personal Manager: Ricardo "Chuleta" Rosell.
- Producción artística y arreglos: Leo Sujatovich.
- Producción ejecutiva: Alberto Ohanian.